# るり渓温泉
るり渓温泉（るりけいおんせん）は、京都府南丹市園部町大河内（旧国丹波国）にある温泉。源泉が二つあり「るり渓高原温泉」「るり渓フラワー温泉」とされる。このうち、るり渓高原温泉は国民保養温泉地である。漢字表記する場合は「瑠璃渓」となるが、ほとんどひらがな表記されている。

## 泉質
成分にラドンを含む放射能泉である
。
浴場には2つの泉源から導入された浴槽が隣接しており、片足ずつまたがることができる。
温度の差は小さいが、成分の差で皮膚に受ける感触の違いは大きい。
- るり渓高原温泉：単純放射線温泉、低張性-弱アルカリ(性-低温泉
- るり渓フラワー温泉：単純弱放射線冷鉱泉、低張性-中性低張性-冷鉱泉

## 温泉街
日帰り入浴施設があり、宿泊施設が1軒ある。京都府立るり渓自然公園の中にある。

## 歴史
2000年（平成12年）5月11日、環境省公示により国民保養温泉地に指定。

## アクセス
能勢電鉄日生線「日生中央駅」または西日本旅客鉄道（JR西日本）山陰本線「園部駅」からバス。または国道173号線で大阪京都府境から東へすぐ。

### 高速道路
- 新名神高速道路川西インターチェンジ
- 京都縦貫自動車道千代川インターチェンジ